# 匈牙利-捷克斯洛伐克战争
匈牙利-捷克斯洛伐克战争（捷克語：Maďarsko-československá válka），又被匈牙利稱為北部戰役（匈牙利語：északi hadjárat），是匈牙利蘇維埃共和國與捷克斯洛伐克共和國之間爆發的一場戰爭，開始於1919年4月，結束於同年6月。此次戰爭雖然匈牙利取得軍事勝利，但在與協約國簽訂外交條約後撤軍。